# معركة أوختيركا
معركة أوختيركا هي معركة عسكرية دائرة بدأت في 24 فبراير 2022، ضمن معارك الغزو الروسي لأوكرانيا في 2022، كجزء من هجوم شرق أوكرانيا. بدأ القتال في أطراف المدينة حيث حاولت القوات الروسية احتلال المدينة. تم صد التقدم الأولي، وهوجمت المدينة بنيران المدفعية. حاول الجيش الروسي دخول أوختيركا وتروستيانتس القريبة لكنه فشل عدة مرات.

## المعركة
في 24 فبراير، دخلت القوات الروسية سومي أوبلاست بالقرب من سومي وشوستكا وأختيركا. بدأ القتال في الساعة 7:30 على مشارف المدينة في اتجاه فيليكا بيساريفكا. لم تستطع القوات الروسية احتلال المدينة وانسحبت في اليوم التالي.
في 25 فبراير، صدت القوات الأوكرانية هجوما بالدبابات في بلدة تروستيانتس المجاورة كانت تحاول الاستيلاء على المدينة.
قُتل أكثر من 70 جنديًا أوكرانيًا بعد قصف روسي على قاعدة عسكرية في أوختيركا وفقًا لدميترو تشيفيتسكي، حاكم سومي أوبلاست.

## القنبلة الفراغية
في 28 فبراير، ذكرت أوكسانا ماركاروفا، سفيرة أوكرانيا لدى الولايات المتحدة، أن القوات الروسية استخدمت قنبلة حرارية (فراغية) في أوختيركا. وفقًا لتقرير صادر عن منظمة هيومن رايتس ووتش في فبراير 2000، استخدمت روسيا أسلحة حرارية أثناء الحرب الشيشانية الثانية، في حين أن الأسلحة الحرارية ليست محظورة بموجب القانون الدولي الإنساني، فإن نطاق تأثيرها الواسع يعني أنه يجب على القوات توخي الحذر الشديد عند استخدامها بالقرب من المراكز السكانية. ادعت ماركاروفا أن استخدام الأسلحة الحرارية يعد انتهاكًا لاتفاقيات جنيف. صرحت السكرتيرة الصحفية للبيت الأبيض جين بساكي أنها لم تر تأكيدًا على استخدام روسيا لقنبلة حرارية. دمر الهجوم قاعدة عسكرية أوكرانية وقتل 70 جنديًا.